# Watertafel Botteskerkpark
De Watertafel Botteskerpark is een voorbeeld van toegepaste kunst in Amsterdam Nieuw-West, Osdorp.
Het ontwerp is afkomstig van Karres en Brands Landschapsarchitecten. Het werd geplaatst in 2011 in het Botteskerkpark, een groenstrook aan de Botteskerksingel. De watertafel is een artistiek kunstwerk waarop kinderen kunnen spelen. In actieve vorm is het tevens een fonteintje met zes spuitertjes. De fontein is afgewerkt met basalt, dat zodanig geplaatst is zodat er allerlei effecten ontstaan. Het geheel staat op een betonnen kist waarin alle apparatuur aanwezig is. Door middel van een metalen tegel in de vloer voor het object wordt aangegeven dat het water ongeschikt is als drinkwater.
De watertafel was een onderdeel van een grootscheepse renovatie van genoemd park dat plaatsvond gedurende de periode 2009-2011, dat weer deel uitmaakte van een herindeling van de wijk met sloop van sommige hoogbouwflats en bouw van laagbouwwoningen. 
In de onmiddellijke omgeving staat het beeld Mensen op strand met parasol van Jan Spiering.

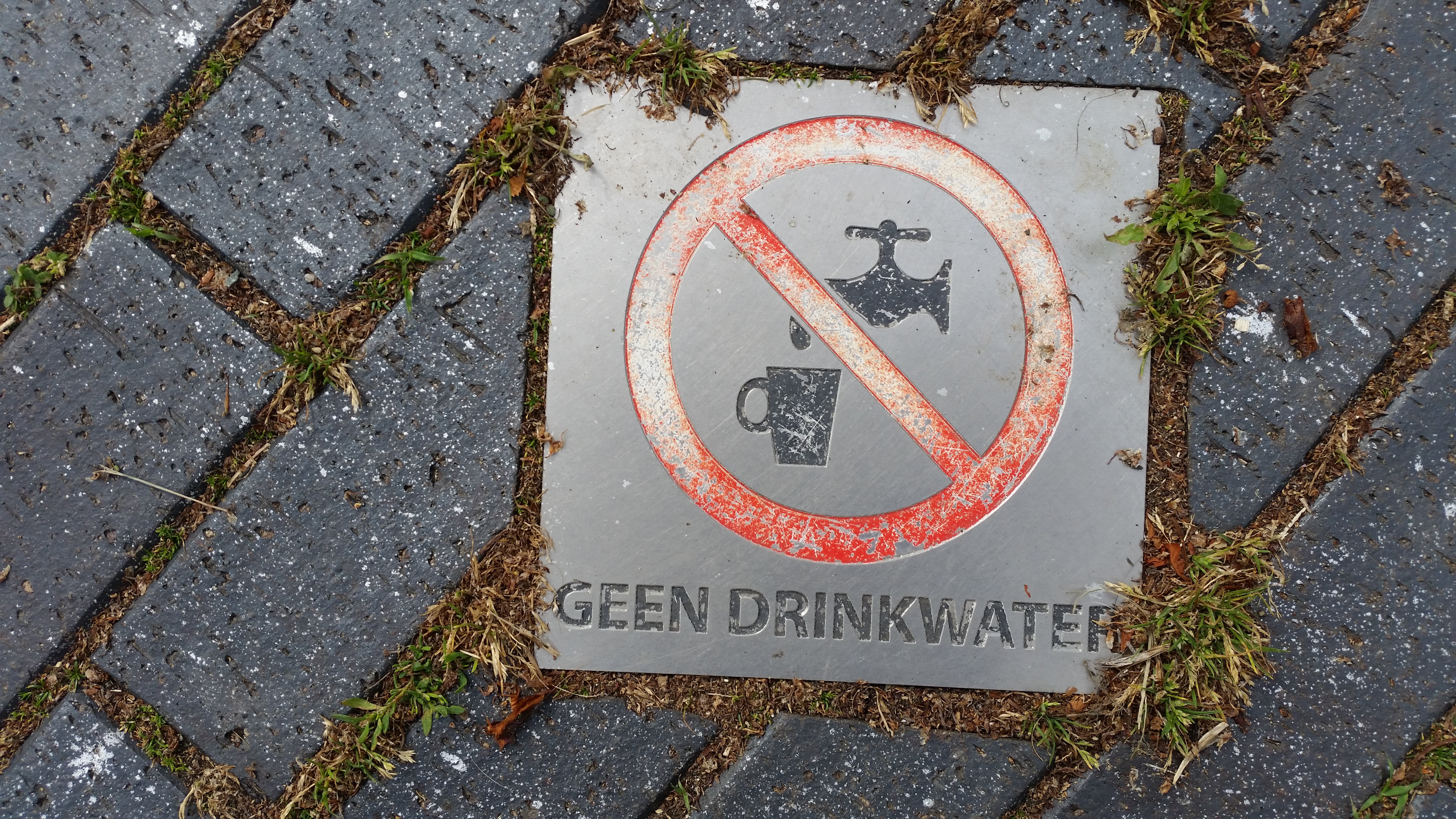
Bord "geen drinkwater"